# Pocket Rockets
Pocket Rockets è un videogioco di motociclismo pubblicato nel 1989 per Amiga, Commodore 64 e MS-DOS dalla filiale statunitense della Capcom. Simula prove in solitaria contro il tempo con vari modelli realistici di moto sportive di classe 600cc.

## Modalità di gioco
Si può scegliere se affrontare una corsa su circuito oppure una prova di drag racing (uno scatto di pochi secondi su un rettilineo di circa 400m), molto diverse anche nell'aspetto grafico. In entrambi i casi si può scegliere il modello di moto da pilotare, tra Suzuki Katana, Kawasaki Ninja, Yamaha FZR600 e Honda Hurricane. Il menù principale mostra una alla volta le immagini a tutto schermo delle quattro moto e fa scorrere le relative caratteristiche tecniche; in qualche misura i modelli hanno differenze di prestazioni anche nel gioco.
Nella corsa su circuito si affronta un unico percorso fisso, senza altri concorrenti in gara. Si ha una visuale tridimensionale della pista, con la moto mostrata in terza persona da dietro. Nella parte bassa dello schermo appare il cruscotto della moto, con il tachimetro, il contagiri e altri indicatori. I controlli sono sterzo, accelerazione, freno e cambio tra 6 marce. Non ci sono altri motocicli in pista, ma ci si può schiantare contro ostacoli sull'erba se si finisce fuori strada. C'è anche il pericolo di fondere il motore se si tiene troppo su di giri. Dopo uno schianto si può ripartire con una piccola perdita di tempo, ma dopo un eccesso di cadute la gara termina.
Nel drag racing la visuale è in terza persona bidimensionale di lato, a scorrimento orizzontale. In basso sono mostrati il tachimetro e il contagiri, il semaforo di partenza e altri indicatori. Sullo sfondo si vedono prima la tribuna degli spettatori e più avanti la campagna. Non ci sono altri concorrenti. I controlli sono solamente l'accelerazione e il cambio di marcia, che può essere solo aumentata, fino alla sesta. Si inizia con cambio a folle e si deve attendere il verde, nel frattempo si può dare gas, ma senza esagerare, o appena si ingrana la prima la moto schizza via disarcionando il pilota. Su Commodore 64 si può anche fondere il motore prima ancora di partire, con una scenetta comica in cui la moto si incenerisce.
Alla fine di entrambi i tipi di corsa si può scegliere se ripetere la prova o salvare in classifica l'eventuale record di tempo minimo.